# 山东体育学院
山东体育学院，为中华人民共和国山东省的一所本科高校。创建于1958年。本部位于山东省济南市，另有位于日照市的日照校区。

## 教学机构
- 研究生教育学院
- 国家足球学院
- 国家篮球学院
- 竞技体育学院
- 体育教育学院
- 武术学院
- 体育艺术学院
- 体育管理学院
- 运动休闲学院
- 运动与健康学院
- 体育传媒与信息技术学院
- 马克思主义学院
- 继续教育学院
- 附属中学[4]